# 史鰌
史鰌（？—前6世紀），字子鱼，又称史鱼，春秋時期衛國大夫。

## 生平
生卒年不詳。史鰌是卫灵公时期的重臣，与公叔文子等大夫共事，襄公二十九年（前544年）記載吳國季札出使衛國時，曾稱讚史鰌等人為君子。卫灵公曾向其询问政务。灵公十分敬重史鰌，史鰌与国君意见不合而离开卫国时，灵公特意在郊外等了三天以召回史鰌；灵公与妻妾共浴时看见史鰌，便匆忙接过衣服遮住身子。
灵公重用男宠弥子瑕，史鰌认为弥子瑕是不肖之臣，數次向灵公谏言，希望其任用贤臣蘧伯玉。不久史鰌忧郁成疾，临死前交待其子不要把自己下葬，欲以此来“屍谏”卫灵公：“我即死，治丧于北堂，吾生不能进蘧伯玉，而退弥子瑕，是不能正君者，死不当成礼，而置尸于北堂，于我足矣。”后灵公参加史鰌的葬礼，得知史鰌的意图后，便听从其遗言，斥退了弥子瑕而重用蘧伯玉。

## 评价

### 正面评价
- 《论语·卫灵公》載：“子曰：‘直哉史鱼！邦有道，如矢；邦无道，如矢。君子哉蘧伯玉！邦有道，则仕；邦无道，则可卷而怀之。’”
- 《说苑·杂言》載：“仲尼曰：‘史鰌有君子之道三：不仕而敬上，不祀而敬鬼，直能曲于人。’”
- 《论语注疏·子路》載:“王曰：‘荆与蘧瑗、史鰌并为君子。’”

### 负面评价
- 《荀子·不苟》：“夫富贵者，则类傲之；夫贫贱者，则求柔之。是非仁人之情也，是奸人将以盗名于晻世者也，险莫大焉。故曰：盗名不如盗货。田仲、史鰌不如盗也。”[註 1]

## 後世影響
史鰌在後世被認為是中國古代忠義之士的典範，與曾參並稱為「曾史」。

## 考证
学者许兆昌经过考证认为卫国的太祝祝佗和史鰌为同一个人，但《论语》中对祝佗和史鰌二人的评价各有不同；学者王志平经过对名字音韵和史实的分析，认为上海博物館藏戰國楚竹書中《史蒥问于夫子》里记载的史蒥和史鰌为同一个人，判定史鰌本为齐国人，属于齐才卫用的情形。